# Jan Hille
Jan Hille (* Oktober 1978 in Großburgwedel) ist ein deutscher Filmeditor.

## Leben
Jan Hille absolvierte nach diversen Praktika bis 2007 eine Ausbildung zum Mediengestalter Bild & Ton bei der QFilmproduktion in Hamburg. Er durchlief dort alle Stationen der Filmproduktion (PA bis Regie) und der Postproduktion (Schnitt, Compositing, Grading) bei rund 200 Musikvideo- und Live-DVD-Produktionen für Künstler wie: Depeche Mode, Motörhead, Die Ärzte, Sportfreunde Stiller.
Seit 2008 ist er als freier Filmeditor im Bereich Werbung, Musikvideos, Kurzfilme tätig. Seit 2016 arbeitet er überwiegend an Serienformaten und Kinospielfilmen.
Für den Filmschnitt der ersten Staffel der Serie 4 Blocks, unter der Regie von Marvin Kren, gewann er 2018 gemeinsam mit Kollege Lars Jordan den Deutschen Fernsehpreis und wurde im gleichen Jahr für den Deutschen Kamerapreis in der Kategorie „Bester Schnitt“ nominiert.
Besonders geprägt wurde Hilles Karriere durch die Zusammenarbeit mit dem österreichischen Regisseur Marvin Kren, mit dem er an div. Werbeclips, einem Kurzfilm und den Serien 4 Blocks und Freud gearbeitet hat. Beide Serien liefen auf der Berlinale, wobei Freud die Berlinale Series 2020 im Berliner Zoo Palast eröffnete.
Jan Hille ist Mitglied im Bundesverband Filmschnitt Editor e.V. (BFS).

## Filmografie (Auswahl)
- 2014: ABCs of Death / R is for Roulette (Kurzfilm) – Regie: Marvin Kren
- 2017–2018: 4 Blocks (TV-Serie / 9 Folgen) – Regie: Marvin Kren und Oliver Hirschbiegel
- 2017: Spielmacher – Regie: Timon Modersohn
- 2019: Freud (TV-Serie) – Regie: Marvin Kren
- 2022: Der Parfumeur
- 2024: Crooks (Fernsehserie)

## Auszeichnungen

### Preise
- 2018: Deutscher Fernsehpreis in der Kategorie „Bester Schnitt“ für 4 Blocks zusammen mit Lars Jordan

### Nominierungen
- 2018: Deutscher Kamerapreis „Bester Schnitt“ für 4 Blocks zusammen mit Lars Jordan